# ミッキーの山登り
『ミッキーの山登り』（原題：Alpine Climbers）は、ウォルト・ディズニー・プロダクション（現：ウォルト・ディズニー・カンパニー）が制作したアニメーション短編映画作品。ミッキーマウスの短編映画シリーズの一作品である。

## あらすじ
ミッキーマウスとドナルドダックとプルートが山のアルプスを登っていた。プルートはドナルドに縄で引っ張られて、ミッキーに岩に縛り付けられた。
その時、ドナルドはセイヨウウスユキソウを発見した。彼は大喜びで取った。ところが、現れた子山羊が花を食べてしまったので、ドナルドは怒って追い掛け回す。
そのころ、ミッキーは大鷲の卵を見つけた。ミッキーは盗むように卵をリュックの中につめると、怒った親の大鷲が彼をにらみ付けていた。大鷲は、ミッキーを羽根ではたき付けるとミッキーは、卵を大鷲にぶつけると卵の中から子鷲が出てきた。子鷲は、凶暴でミッキーを突き回した。一つの卵がプルートの頭に落ちると、中から、超凶暴な鷲の赤ん坊が出てきた。子鷲はプルートの鼻に噛み付くと、プルートは怒って追い掛け回した。その弾みで岩が外れると、プルートは崖の下の雪に突っ込んだ。そのとき、救助犬のセント・バーナードが出てきた。彼は、よく元気が出るお酒でプルートの意識を取り戻す。プルートはご恩に彼に近づくと、セント・バーナードは彼を酒臭いと嫌がる。
その頃、ドナルドはまだやっていた。子山羊が穴の中に逃げ込むと、ドナルドは、その子山羊と間違えて恐ろしい大山羊を捕まえてしまう。大山羊は怒ってドナルドに頭突きを食らわした。反対に逆ギレしたドナルドも大山羊に頭突きをかますと、大山羊は木にぶつかって伸びた。
ドナルドはミッキーの悲鳴を聞いた。ミッキーは、縄で大鷲の足を縛ると大鷲は悲鳴を上げた。ドナルドは、大鷲に立ち向かった。彼は大鷲に引っぱたかれると、大鷲は飛び立って、ドナルドはミッキーの足に捕まるも、片方の靴や靴下も脱げ、落ちそうになったドナルドはミッキーのズボンに捕まると同時に、ミッキーはパンツ丸見え。子鷲は大鷲の足の縄をかじると、ミッキーとドナルドは救助犬の小屋に落ちた。彼らが見たものは、酔ったプルートとセント・バーナードだった……。

## その他
この作品でドナルドは、尻尾をプロペラ代わりにして空を飛んでいる。またこの作品からドナルドは、現在の姿に近い造形で描かれている。

## キャスト
| キャラクター   | 原語版               | 旧吹き替え版 | 新吹き替え版 |
| -------------- | -------------------- | ------------ | ------------ |
| ミッキーマウス | ウォルト・ディズニー | 後藤真寿美   | 青柳隆志     |
| ドナルドダック | クラレンス・ナッシュ | 関時男       | 山寺宏一     |
| プルート       | ピント･コルヴィック  | -            | -            |
| ナレーション   | -                    | 江原正士     | -            |

## 日本での公開

### 収録
- 「ミッキー・マウスの楽しいアニメ50年」（VHS、バンダイ）
- 「アニメフェスティバル①」（VHS、ポニー、バンダイ）
- 「ゆかいな仲間たちチャレンジ!ミッキー」（VHS、ウォルト・ディズニー・スタジオ・ホーム・エンターテイメント）
- 「ミッキーのクリスマス・カウントダウン」（VHS、ウォルト・ディズニー・スタジオ・ホーム・エンターテイメント）
- 「ミッキーのバケーション」（DVD、ウォルト・ディズニー・スタジオ・ホーム・エンターテイメント）
- 「ミッキーマウス・カラーエピソード Vol.1 限定保存版」（DVD、ウォルト・ディズニー・スタジオ・ホーム・エンターテイメント）